# تواران
تواران، روستایی از توابع بخش مرکزی شهرستان نیک‌شهر در استان سیستان و بلوچستان ایران دهستان چاهان است.

## جمعیت
این روستا در دهستان چاهان قرار دارد و براساس سرشماری مرکز آمار ایران در سال۱۴۰۰، جمعیت آن ۱۲۵۶نفر (۳۴۰خانوار) بوده‌است.